# Трике (язык)
Трике (либо Трики) — один из индейских языков Мексики. Относится к миштекской ветви ото-мангской семьи языков, наиболее близкородственные языки: миштекский и куикатек. Распространён в штате Оахака.

## Диалекты
Ethnologue выделяет 3 основных варианта языка:
- Копаланский трике — около 25 тыс. носителей (перепись 1990 года) в городе Сан-Хуан-Копала.1
- Сан-андрес-чикауастланский трике — около 6 тыс. носителей в городе Сан-Андрес-Чикауастла 2
- Сан-мартин-итуньосский трике — около 2 тыс. носителей (на 1983 год) в городе Сан-Мартин-Итуньосо 3

Instituto Nacional de Lenguas Indígenas (INALI) в свою очередь выделяет 4 варианта языка.

## Фонология и орфография
Все диалекты трике имеют сложную тональную систему. В зависимости от диалекта обычно выделяют 8-10 тонов, наиболее простая система отмечается в копальском трике. Орфография и отмечание тонов на письме обычно зависит от целевой аудитории, так, лингвисты используют более точные маркеры тонов, тогда как носители языка используют более простую орфографию.
Алфавит сан-андрес-чикауастланского диалекта из издания 1947 года: a, aⁿ, b, ch, č, d, e, ʌ, ʌⁿ, g, h, i, iⁿ, k, kw, l, m, mm, n, nn, nd, ng, o, p, r, s, t, ts, u, uⁿ, w, x, y, ʔ. Для обозначения тонов использованы акут и гравис.
Алфавит копаланского диалекта из издания 1969 года: A a, B b, C c, Ch ch, C̃h c̃h, D d, E e, F f, G g, H h, I i, J j, K k, L l, Ll ll, M m, N n, Ñ ñ, O o, P p, Q q, R r, S s, T t, Tz tz, U u, V v, X x, X̃ x̃, Y y, Z z, '. Тоны обозначены надстрочными цифрами ¹, ², ³, ⁴, ⁵, ³⁴, ³⁵, ⁵³.
Встречается упрощённая орфография копаланского диалекта с алфавитом: a b c ch chr d e f g h i j k l ll m n ñ o p q r s t tz u v w x xr y z ', в дополнение к которому для обозначения тонов используются гласные с акутом (á, é, í, ó, ú) и знаком подчёркивания (a̱, e̱, i̱, o̱, u̱). Долгие гласные обозначаются удвоением, но некоторые тоны на письме не различаются.. Буквы b, f, k, ll, ñ, w, z встречаются только в заимствованных словах..
Трике характеризуется достаточно короткими словами, большинство корней — односложные, хотя некоторые состоят из двух слогов. Ударение всегда падает на последний слог.